# Fay (Sarthe)
 Fay  es una población y comuna francesa, situada en la región de Países del Loira, departamento de Sarthe, en el distrito de Le Mans y cantón de Allonnes (Sarthe).

## Demografía
| 463 | 457 | 496 | 474 | 444 | 505 |
| Para los censos de 1962 a 1999 la población legal corresponde a la población sin duplicidades (Fuente: INSEE [Consultar]) |     |     |     |     |     |